# Zenobi (Mażuga)
Zenobi, imię świeckie Zacharija Joakimowicz Mażuga (ur. 2 września?/14 września 1896 w Głuchowie, zm. 8 marca 1985 w Tyflisie) – rosyjski duchowny i święty prawosławny.

## Życiorys

### Młodość
Urodził się w rodzinie robotnika. W wieku trzech lat stracił ojca, zaś jako jedenastolatek – także matkę. Przez krótki czas pozostawał pod opieką swojej kuzynki, Paraskiewy, która sama będąc z rodziną w trudnej sytuacji materialnej oddała chłopca do przytułku przy Pustelni Glińskiej. W prowadzonej przez mnichów placówce opiekuńczej Zacharija Mażuga nauczył się pisania i czytania, śpiewu cerkiewnego oraz zdobył kwalifikacje krawca. Jako dwudziestolatek wstąpił do Pustelni Glińskiej jako posłusznik, pod opiekę duchowną mnicha Gerazyma. W 1916 został zmobilizowany do armii rosyjskiej. W czasie walk na terytorium dzisiejszej Białorusi zachorował na trombofilię, ponadto do końca życia cierpiał z powodu wyprysków.

### Życie mnisze
Po powrocie do monasteru w 1919 Zacharija Mażuga złożył w 1920 śluby mnisze w riasofor, zaś w 1921 – śluby wieczyste z imieniem Zenobi. Rok później Pustelnia Glińska została na mocy decyzji władz radzieckich zamknięta, a następnie zdewastowana. Z błogosławieństwa przełożonego klasztoru mnich Zenobi udał się do czynnego jeszcze klasztoru przy katedrze w Drandzie w Abchazji. W 1924 został w nim wyświęcony na hierodiakona, zaś 18 stycznia 1925 przyjął z rąk biskupa suchumskiego Nikona święcenia kapłańskie. Od 1925 do 1930 służył w cerkwi św. Mikołaja w Suchumi.
Po zamknięciu cerkwi św. Mikołaja hieromnich Zenobi uciekł w góry Kaukazu, gdzie za zgodą patriarchów Gruzji Kalistrata i Melchizedeka III osiedlali się mnisi ze zlikwidowanym klasztorów, prowadząc życie pustelnicze. Zdołał zgromadzić wokół siebie niewielką wspólnotę, jednak jeszcze w tym samym roku została ona wykryta przez władze i rozpędzona. Duchowny zamieszkał wówczas na wsi w Gruzji i zarabiał na życie jako krawiec. Następnie przeniósł się do Rostowa nad Donem i przez sześć lat służył w tamtejszej cerkwi Mądrości Bożej. W 1936 został aresztowany i po siedmiomiesięcznym śledztwie skazany na pięć lat łagru, odbył cztery lata kary przy budowie Kanału Białomorskiego oraz w zakładach chemicznych w Bierieznikach na Uralu. W więzieniach prowadził potajemną działalność duszpasterską: spowiadał, służył molebny i panichidy, chrzcił. W łagrze chorował na malarię. Po odbyciu kary wrócił do Suchumi, lecz z powodu odmowy uzyskania meldunku musiał przenieść się do Tbilisi.

### Służba w Gruzińskim Kościele Prawosławnym

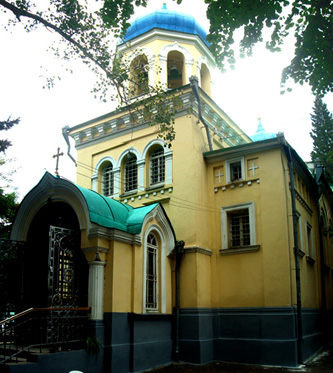
Cerkiew św. Aleksandra Newskiego w Tbilisi. Zenobi (Mażuga) był jej proboszczem od 1950 do swojej śmierci w 1985

W 1942 hieromnich Zenobi udał się na leczenie do jednego z miast Gruzińskiej SRR, gdzie przypadkowo spotkał się z patriarchą gruzińskim Kalistratem. Wyznaczył on go do służby w katedrze Sioni w Tbilisi; duchowny służył w niej dwa lata, otrzymując w 1943 krzyż napierśny jako nagrodę za dotychczasową pracę dla Kościoła. Następnie przez rok żył w monasterze św. Olgi w Mcchecie. Jako delegat Gruzińskiego Kościoła Prawosławnego wziął udział w Soborze Lokalnym Rosyjskiego Kościoła Prawosławnego w 1945. W czasie jego trwania otrzymał godność igumena. Po powrocie do Gruzji został proboszczem parafii w Kirowie (rejon stepanawski), zaś od 1947 kierował parafią Świętego Ducha w Batumi.
W 1950 został proboszczem etnicznie rosyjskiej parafii przy cerkwi św. Aleksandra Newskiego w Tbilisi, którą to funkcję sprawował do końca życia. W 1952 otrzymał godność archimandryty, zaś w 1955 został mianowany dziekanem wszystkich parafii rosyjskich w Gruzińskiej i Armeńskiej SRR.

#### Biskup
30 grudnia 1956 Zenobi (Mażuga) został wyświęcony na biskupa stepanawskiego, wikariusza Katolikosa-Patriarchy całej Gruzji. Był jedynym w najnowszej historii Patriarchatu Gruzińskiego (po restytucji w 1917) biskupem pochodzenia innego niż gruzińskie.
Do ponownego zamknięcia otwartej w 1944 Pustelni Glińskiej w r. 1961 wielokrotnie ją odwiedzał, odmówił jednak przyjęcia funkcji przełożonego. W jego domu w Tbilisi zamieszkało kilku mnichów pochodzących z tego monasteru, w tym późniejsi święci schiarchimandryci Serafin (Romancow) i Andronik (Łukasz), których Zenobi poznał w łagrze. Stąd patriarcha moskiewski i całej Rusi Aleksy I określił rezydencję biskupa Zenobiego jako „filię Pustelni Glińskiej”. Biskup szczególnie czcił Glińską Ikonę Matki Bożej.
Od 1960 posługiwał się tytułem biskupa tetrickarojskiego. W 1972 metropolita urbiński Dawid nadał mu godność metropolity.
Metropolita Zenobi cieszył się ogromnym szacunkiem wśród wiernych, którzy uważali go za świętego starca i zwracali się do niego z prośbami o rady i modlitwy. Za ucznia duchownego hierarchy uważał się m.in. patriarcha Gruzji Eliasz II, który składał przed nim wieczyste śluby mnisze i któremu Zenobi miał przepowiedzieć objęcie w przyszłości urzędu patriarchy.
W 1975 razem ze schiarchimandrytą Bazylim (Sidorenką) założył w Didube (obecnie w granicach Tbilisi) żeński monaster tradycji rosyjskiej.
Na krótko przed śmiercią metropolita Zenobi złożył śluby mnisze wielkiej schimy, przyjmując imię Serafin. Fakt ten wyszedł na jaw dopiero po jego śmierci, gdy porządkujący jego rzeczy duchowni odnaleźli testament i przygotowane na pogrzeb szaty schimnicha.

## Kanonizacja
21 sierpnia 2010 metropolita Zenobi, razem z innymi mnichami Pustelni Glińskiej – schiarchimandrytami Andronikiem (Łukaszem) i Serafinem (Romancowem) – został kanonizowany przez Ukraiński Kościół Prawosławny Patriarchatu Moskiewskiego. Ceremonii, która miała miejsce w reaktywowanej Pustelni Glińskiej, przewodniczył metropolita kijowski Włodzimierz.